# Трифун
Трифун је српско мушко име, варијанта грчког имена Трифон. У преводу са грчког значи "онај који је у раскоши, онај који воли задовољство и весеље".
Познати људи са овим именом су:
- Трифун Михаиловић (рођен 1947), српски фудбалер
- Трифун Живановић (рођен 1975), српски уметнички клизач рођен у Америци